# Бил Бауерман
Вилијам Џеј „Бил“ Бауерман (19. фебруар 1911.- 24. децембар 1999.) је био амерички атлетлетски тренер и суоснивач најки-ја. За време његове каријере тренирао је 31. Олимпијског спортисту, 12 америчких држача рекорда и многе друге америчке шампионе. Није волео да га називају тренером за време његове 24 године каријере на Универзитету у Орегону. 
„The Ducks track and field“ тим је сваке године, осим једне, био у првих 10 тимова на националним такмичењима и освојио 4 „NCAA“ (National Collegiate Athletic Association) титула док их је Бил тренирао. Као суоснивач Најки-ја, основао је неке од њихових најважнијих брендова, као што су Cortez и Waffle Racer и радио на томе да њихова компанија прави патике за себе, уместо да буде дистрибутер патика осталих брендова.

## Живот
Бил Бауерман је рођен у Портланду, у Орeгону. Његов отац је бивши Гувернер Орeгона, Џеј Бауерман.Бил је имао старију сестру и брата, Ден и Елизабет, а свог близанца, Томаса, је изгубио са две године када је погинуо у несрећи у лифту.
Основну школу завршио је у Метфорду и Сијетлу Bратио се у Медфорд да заврши средњу школу. Тамо је, док је био јуниор и сениор, играо амерички фудбал где се такмичио на државним такмичењима. Волео је и музику и свирао је у бенду за време средњошколских дана.
У Медфорду је срео и Барбару Јанг, девојку којом се касније оженио. Бауерман је 1929. године уписао Универзитет у Орeгoну где је студирао новинарство. Тамо је наставио да игра амерички фудбал и учланио се у атлетички тим након што га је то саветовао један од најбољих тренера тада, Бил Хавард.
Након што је дипломирао предавао је биологију и био тренер америчког фудбала у средњој школи у Портланду до 1934. године. Године 1935. вратио се у Медфорд, где је наставио да предаје и бива тренер, а већ 1940. свој тим довео је до првака државе.
Барбару Јанг оженио је 1936. године. Први син, Џон, је рођен 1938. године, други, Вилијам Џеј Јуниор 1942. године и трећи, Том, 1946. године.

## Војна каријера
Бауерман је дуго тренирао за војску и затим се у војску Сједињених Држава учланио као други потпоручник у данима након 
напада на Перл Харбор. Након тога годину дана је служио у Вашингтону, а затим је додељен 86. пешадијском пуку у Лидвилу.
Бауерманова дужност подразумевала је организовање залиха трупа и одржавање мазги које су служиле за ношење залиха у планинама 1944. када је дивизија стигла у Напуљ након чега се преселила у планине северне Италије.
Током своје дужности био је унапређен у команданта Првог батаљона 86. пука у чин мајора.Такође је преговарао о одустајању немачких снага близу прелаза Бренер у данима пре предаје немачке војске у целој Италији. За своју службу Бауерман је добио сребрну и четири бронзане звезде. Отпуштен је 1945.

## Тренерска каријера
После рата, Бил се вратио у Медфорд, затим се опет преселио након рођења његовог трећег сина у Еуген, где је постао главни атлетички тренер.
Бауерманови „Men of Orеgon“ освојили су 24 индивидуалне титуле NCAA (националног колегијалног спортског удружења) и четири круне NCAA тима. Тренирао је 33 олимпијаца, 38 конференцијских првака 64 најбољих Американаца као и мушки тим који је 1962. године поставио светски рекорд у штафети од 6,4 километара.
Бауерман није волео да га зову тренер, себе је сматрао више учитељем. Од свог тима увек је очекивао брилијантне оцене и да то што науче у школи повезују са спортом као и да оно што науче на стази примењују даље у животу.
Од тренирања се повукао 1972. и након тога се залагао за обнову Hayward Field како би на том терену могли да се спремају и разматрају спортисти за Олимпијаду у Монтраелу. У овом периоду се кандидовао за место у Парламету у законодавној држави Орегон, међутим изгубио је за 815 гласова од 61.000 гласова.
Направио је план тренинга за припрему за олимпијске игре у Мексико Ситију 1968. године. Мексико Сити је на великој висини па је у свој план унео искључиво висинске припреме. Иако је овај план био одличан, његови спортисти су изгубили зато што је Бил тренирао и спортисте из осталих земаља. Пораз су претрпели и у Минхену на Олимпијским играма 1972. године.

## Трчање
Током путовања по Новом Зеланду, Бауерман је био упознат са трчањем као концептом фитнес рутине. Дуго је размишљао о овоме и пратио његове пријатеље тренере који су тренирали клубове рекреативног трчања. 
Почео је да пише о томе у часописима и књигама. Објавио је две књиге са својим пријатељем Харисом на тему „џогинг“ и овим допринео популарности спорта и покренуо старије људе да трче.
Он је свој тркачки клуб отворио са још два тренера, Филипом Најтоми Геофом Холистером. Овим програмом је покренуо људе који су завршили колeџ да наставе да тренирају, што није био случај пре 70-их.

## Најки
Први пар патика за трчање је био направљен Отису Дејвису, спортисти кога је Бил тренирао на Унивезитету у Орeгону који је освојио злато на Летњим Олимпијском играма 1960. године, мада неки докази тврде да је први пар патике био направљен Филипу Најту са којим је Бил и покренуо компанију Најки. Отис се доста поноси тиме што је Бауерман њему направио те патике и поменуо
је то неколико пута у интервјуима.
Бауерман је ушао у договор са Филипом Најтом о покретању компаније која се звала Blue Ribbon Sports касније познату као Најки. Најт је радио бизнис део договора, док је Бауерман дизајнирао патике које би побољшале спортисте док је још увек радио као тренер у Орегону. Од самог почетка Бил и Филип су кренули да извозе Onitsuka Tiger патике за трчањe из Јапана и продвали их у САД и имали су одличан профит од тога.
Прве патике које је Бил дизајнирао 1966. године биле су тркачке патике и звале су се Nike Cortez, али је најбоље познат по својим Belgian Waffer iron 1970. или 1971. године. Користио се идејом коју је добио од машине за вафле своје супруге. За ђон је користио испресовану гуму која је имала отисак сличан вафлима и тиме је постига изузетно лагану и пријањајућу подлогу.
Овај дизајн га је довео до следеће идеје- The Moon Shoe 1972. године. Тако их је назвао јер је хтео да оне остављају траг какав су астронаути остављали на месецу. Године 1974. их је назвао Waffle Trainers. И ово је донело експлозиван успех њиховој компанији. Био је опседнут скидањем тежине са патика. Веровао је у патике које су биле прављене по нози тркача. Израчунао је да ако скине 28 грама са тежине патика и ако је тркач просечно висок и има просечну тежину, тркач ће моћи да издржи једну миљу више него са патикама које теже само 28 грама више.
Бауерман је патике производио у малим радионицама без вентилације. Извесни рад са токсичним лепковима и осталим супстанцама коштао га је скупо по његове нерве и кретање му је било
отежано тако да ни сам није могао да трчи у патикама које је правио.
Фил Најт је једном рекао: „Ако тренер (Бауерман) није срећан, Најки није срећан“
Бил се 70-их повукао и оставио посао осталим запосленима.

## Смрт
Бил Бауерман је умро у својој кући на Бадње вече 1999. године у Фосилу, Орегону са 88 година.

## Наслеђе
Бауерман је члан многих зидова славе: Националне дворане за трчање на даљину, Националнедворане за стазе и трке у пољу, спортске хале Орегона, Националне дворене за изумитеље.
Њега док држи штоперицу краси северозападни угао Харвард Фелд-а. Биографскии филм „Без граница“ бележи везу између Стива Префонтејн и његовог тренера Била изашао је 1998. Компанија Најки направија је серију Бауерман патика у његову част, оне бележе пораст ове
компаније као и начин на који их је Бил научио да размишљају-увек другачије.
Године 2008. америчка асоцијација атлетичарских тренера направила је The Bowerman награду која се даје сваке године најбољем тркачу и тркачици. У смишљању ове награде учествовали су људи које је он запослио у Најки-ју међу којима је био и његов бивши студент и такмичар.